# Herbert Huncke
Herbert Edwin Huncke (9. ledna 1915 – 8. srpna 1996) byl americký spisovatel, básník, toxikoman a drobný podvodník z Times Square, později spisovatel a básník aktivně se zapojující do dění v různých kulturních a sociálních hnutích dvacátého století v USA.
Bývá mu připisováno autorství pojmu beat generation, literárního a antikonformně zaměřeného seskupení, jehož byl členem.
Huncke jako doposud nevydaný spisovatel tíhl k různým literárním stylům. V hudbě měl blízko k Billie Holidayové, Charliemu Parkerovi a Dexteru Gordonovi (s nímž byl jednou chycen při vloupání do zaparkovaného automobilu). Když se poprvé setkal s Allenem Ginsbergem, Jackem Kerouacem a Williamem Burroughsem, byli i oni ještě stále neznámí (a také nevydaní) autoři. Huncke se pro tyto protagonisty Beat generation stal ikonou stejně jako Neal Cassady. Inspiroval je Hunckeho kriminální život, slang a jeho bohaté zkušenosti s drogami.
Přátelé jej také motivovali k vydání svých zápisků a další literární tvorbě.

## Biografie
Narodil se v Greenfieldu v Massachusetts a byl vychováván rodiči v Chicagu.
V mládí vedl potulný život jako podnikavý zlodějíček a uživatel drog. Jako mnoho dalších členů Beat generation cestoval nejednou napříč Spojenými státy americkými. Ačkoli později Huncke vyjádřil lítost nad ztrátou rodinných pout, ve své autobiografii Guilty of Everything (v překladu Vinen vším) konstatuje, že jeho dlouhé výkony trestů byly zčásti důsledkem nedostatku podpory ze strany rodiny.
Huncke opustil Chicago poté, co se jeho rodiče rozvedli. V r.1939 cestoval stopem do New Yorku, kde se během následujících 10 let stal známým jako "starosta 42. ulice", která se spolu s křižovatkou Times Square stala jeho působištěm. Stýkal se zde s mnoha lidmi, prostitutkami, námořníky,…
Během 2. světové války se plavil do přístavů v Jižní Americe, Africe a Evropě. Dokonce se vylodil na pláži v Normandii pouhé tři dny po invazi. Na palubách lodí se snažil překonat svou drogovou závislost, případně ji mírnit pomocí morfinu, jenž mu dodávali lodní zdravotníci.
Po návratu na 42. ulici se záhy setkal s Williamem Burroughsem, jenž potřeboval prodat střelnou zbraň a právě injekční stříkačky s morfinem. Jejich první setkání nebylo nijak srdečné, vzhledem k Burroughsovému vzhledu a chování jej Huncke podezříval, že pracuje pro FBI. Poté, co se ujistil, že Burroughs je "čistý", koupil od něj morfin a následně jej a Ginsberga zasvětil do užívání této drogy . 

W. S. Burroughs později toto téma setkání popsal ve svém prvním románu Feťák.

Herbert Huncke se pak stal i blízkým přítelem Burrougsovy družky Joan, s níž sdílel zápal pro amfetaminy. Koncem jara 1947 mu Burroughs poslal do New Yorku peníze na autobus, aby ho přivítal na své farmě v New Waverly v Texasu, kde pěstoval marihuanu .
Na sklonku 40. let angažoval Hunckeho a další závislé osoby Alfred Charles Kinsey do svého výzkumu Sexuální chování muže.

I když se Herbert Huncke mnohokrát ocitl ve vězení za své kriminální prohřešky, nikdy nezradil své přátele a neudal je policii. Ke konci 40. let havarovali Allen Ginsberg, Jack Melody a žena s přezdívkou „Detroit Redhead“ při prchání před policejním motocyklem v Queensu. Přestože se Huncke této honičky nezúčastnil, byl zatčen a uvězněn v Manhattanu, neboť bydlel společně s Ginsbergem.

## Dílo
- Guilty of Everything: The Autobiography of Herbert Huncke (New York: Paragon House Publishers, 1990), sestaveno Donem Kennisonem, předmluva: William S. Burroughs.
- The Evening Sun Turned Crimson (Cherry Valley, NY: Cherry Valley Editions, 1980).
- Huncke's Journal (Poets Press, 1965), sestaveno Dianou DiPrima, předmluva: Allen Ginsberg.
- The Herbert Huncke Reader – sestaveno Benem Schaferem (New York: Morrow, 1997), obsahuje kompletní texty The Evening Sun Turned Crimson a Huncke's Journal.
- Again–The Hospital (White Fields Press, Louisville, 1995).
- Herbert E. Huncke 1915-1996 (New York: Jerry Poynton 1996).
- From Dream to Dream (Nizozemí, 1994, CD) [2].

## Herbert Huncke v literatuře
- John Clellon Holmes – Jeď! (jako Albert Ancke)
- Jack Kerouac – Na cestě (jako Elmo Hassel), Vize Codyho (jako Huck)
- Frank McCourt – Teacher Man (jako Huncke the Junkie)
- David Wojnarowicz – In the Shadow of the American Dream

## Herbert Huncke ve filmu
Herbert Huncke se objevuje v některých dokumentech zaměřených na Beat generation, např.:
- Janet Formanová – The Beat Generation: An American Dream
- Richard Lerner a Lewis MacAdams – What Happened to Kerouac?
- John Antonelli – Kerouac, the Movie
- James Rasin a Jerome Poynton – The Burning Ghat